# 2024 en littérature
| Années de la littérature : 2021 - 2022 - 2023 - 2024 - 2025 - 2026 - 2027    |
| Décennies de la littérature : 1990 - 2000 - 2010 - 2020 - 2030 - 2040 - 2050 |

Cet article présente les faits marquants de l'année 2024 en littérature.

## Évènements
- Début octobre : la maison d'édition Gallimard est écartée du Salon international du livre d'Alger pour la parution du futur prix Goncourt Houris de l'écrivain Kamel Daoud qui fait polémique dans le pays[1].
- 16 novembre : l'écrivain Boualem Sansal est arrêté à l'aéroport d'Alger[2].

## Commémorations
- 19 avril : bicentenaire de la mort de Lord Byron, poète britannique.
- 3 juin : centenaire de la mort de Franz Kafka, écrivain tchèque.
- 27 juillet : bicentenaire de la naissance d'Alexandre Dumas fils, écrivain et dramaturge français.
- 3 août : centenaire de la mort de Joseph Conrad, écrivain britannique d'origine polonaise.
- septembre : quinquacentenaire de la naissance de Pierre Ronsard, poète français.
- 30 septembre : centenaire de la naissance de Truman Capote, écrivain américain.
- 12 octobre : centenaire de la mort d'Anatole France, écrivain français, Prix Nobel de littérature en 1921.
- 19 décembre : centenaire de la naissance de Michel Tournier, écrivain français.

## Parutions

### Beau-livre
- Collectif, 100 000 ans de beauté, vol. 5, Gallimard, coll. « Hors Série », 2024, 1 456 p. (ISBN 2-0730-7920-2)

### Bandes dessinées
- Etienne Klein, Christian Durieux et Laurent-Frédéric Bollée, L'éternité béante : Et si Einstein revenait ?, Futuropolis, 160  p.  (ISBN 2-7548-4209-8)
- Philippe Bihouix (scénario), Vincent Perriot (dessin), Ressources : Un défi pour l'humanité, Casterman, 176  p.  (ISBN 2-2032-7598-7)
- Damien MacDonald, Le Rayon invisible,  éd. Denoël, 124  p.  (ISBN 2-2071-8181-2)

### Essais
- François d'Alançon et Richard Werly, Le bal des illusions : Ce que la France croit, ce que le monde voit, Grasset, 240  p.  (ISBN 2-2468-3450-3)
- Marcel Gauchet, Le noeud démocratique : Aux origines de la crise néolibérale, Gallimard, coll. « Bibliothèque des Sciences Humaines », 256  p.  (ISBN 2-0730-8531-8)
- Margaux Cassan, Ultra violet, Grasset, 216  p.  (ISBN 2-2468-3640-9)
- Kamel Bencheikh, L'islamisme ou la crucifixion de l'Occident : Anatomie d'un renoncement , Frantz Fanon, 258  p.  (ISBN 9-9315-7286-8)
- Raphaëlle Bacqué et Vanessa Schneider, Successions : Secrets de famille, Albin Michel, vol.  saison 2, 192  p.  (ISBN 2-2264-9771-4)
- Naomi Klein, Le Double : Voyage dans le Monde miroir, Actes Sud, 496  p.  (ISBN 2-3301-9671-7)
- Jean-Pierre Thiollet, Hallier, chagrins d'amour, Neva Éditions, 288  p.  (ISBN 978-2-35055-313-9)

### Histoire
- Denis Cheyrouze, France-Russie : 1000 ans d'Histoire, DFMG

### Livres politiques
- Jordan Bardella, Ce que je cherche, Fayard, coll. « temoignage », 324  p.  (ISBN 2-2137-3138-1)
- Angela Merkel, Liberté : mémoires 1954-2021 (titre original : Freiheit: Erinnerungen 1954-2021), traduit de l'allemand par Olivier Manonni et Corinna Gepner, Albin Michel, 688  p.  (ISBN 2-2264-8389-6)
- Anne-Charlène Bezzina, Cette Constitution qui nous protège : Le texte intégral de la Constitution et les éclairages indispensables pour tout comprendre, XO éditions, 461  p.  (ISBN 2-3744-8883-7)
- Boris Johnson, Indomptable, Stock, Traduit de l'anglais par Odile Demange, Christel Gaillard-Paris, Renaud Morin, Florence Noblet et Pierre Reignier, 741  p.  (ISBN 2-2340-9677-4)
- Salomé Saqué, Résister, Payot, coll. « Essais Payot » octobre 2024, 144 p. (ISBN 978-2-228-93759-7)

### Poésie
- Diane Régimbald, Elle voudrait l'ailleurs encore, ill. Sophie Lanctôt, Éditions du Noroît, Montréal, 144 p. (ISBN 978-2-89766-455-8) : Grand prix Québecor du Festival international de la poésie 2024

### Publications
- Nesrine Slaoui, Notre dignité : Un féminisme pour les Maghrébines en milieux hostiles,  éd. Stock, Paris, 208  p.  (ISBN 2-2340-9567-0).
- Anthony Samrani, Vu du Liban : La fin d'un pays, la fin d'un monde ?, éd. Gallimard, coll. « Tracts », Paris, 48  p.  (ISBN 2-0731-1073-8)
- Rosalie Mann, No More Plastic,  éd. La Plage, 256  p.  (ISBN 2-0172-1068-4)
- Grégory Delaplace, La Voix des fantômes : Quand débordent les morts, éd. Seuil, coll. « Couleur des idées », Paris, 272  p.  (ISBN 2-0215-6040-6)
- Audrey Baskovec, De soignante, je suis un jour devenue patiente, éd. de l'Observatoire, Paris, 224  p.  (ISBN 1-0329-3096-9)
- Marie Sarré, Les Magiciennes : Surréalisme et alchimie au féminin, éd. du centre Pompidou, Paris, 128  p.  (ISBN 2-8442-6991-5)
- Fariba Adelkhah, Prisonnière à Téhéran, éd. Seuil, Paris, 256  p.  (ISBN 2-0215-7391-5)
- François Lasserre, Facettes fascinantes de belles bêtes, ill. Maud Junguené, éd. Belin, Paris, 232  p.  (ISBN 2-4100-2950-7)

### Romans

#### Auteurs francophones

##### Août
- Kamel Daoud, Houris, Gallimard – prix Goncourt 2024.
- Sandrine Collette, Madelaine avant l’aube, éditions Jean-Claude Lattès - prix Goncourt des lycéens 2024.

##### Octobre
- Ploum, Bikepunk, les chroniques du flash, Éditions PVH
- Henri Lœvenbruck, Pour ne rien regretter, Éditions XO

#### Auteurs traduits
- Serge Venturini Du fleuve débordant Du fleuve sans retour (essai en poésie)  (ISBN 978-2-343-12732-3) traduction en (hy) : Հորդացող գետի մասին Անվերադարձ գետի մասին par Yvette-Nvart Vartanian, avant-propos par Hovik Vardoumian, préface de David Shahnazarian, postface de Philippe Tancelin, maître d'œuvre de l'édition Élisabeth Mouradian, éd. VMV Print, Erevan novembre 2024, 174  p.  (ISBN 978-9939-60-879-2)

## Décès
- 1er janvier : Jack O'Connell, écrivain américain de romans policiers
- 2 janvier : Brian Lumley, écrivain britannique de littérature fantastique/horreur.
- 4 janvier : Fred Chappell, écrivain et poète américain
- 7 janvier : Georges Ferdinandy, écrivain hongrois de langues hongroise et française.
- 8 janvier :
  - Mark Kharitonov, écrivain russe.
  - Normand de Bellefeuille, poète, écrivain et critique littéraire québécois (° 31 décembre 1949).
- 10 janvier : Terry Bisson, écrivain américain de science-fiction et de fantasy.
- 14 janvier : Howard Waldro, écrivain américain de science-fiction.
- 17 janvier :
  - Patrick Reumaux, écrivain, traducteur et mycologue français
  - Jean-Michel Barrault, éditorialiste et écrivain français.
- 22 janvier : Elke Erb, poétesse et traductrice allemande.
- 24 janvier : N. Scott Momaday, écrivain, romancier, poète et dramaturge natif-américain.
- 25 janvier :
  - Abasse Ndione, écrivain sénégalais
  - Stanley G. Crawford, écrivain américain de roman policier.
- 26 janvier : Goran Petrović, écrivain serbe.
- 30 janvier : Ellen Gilchrist, écrivaine américaine.
- 31 janvier : Mario Levi, écrivain turc.
- 2 février :
  - Christopher Priest, écrivain britannique de littérature fantastique, d'anticipation et de science-fiction.
  - Marian Pilot, écrivain polonais.
- 4 février : Shen Rong, journaliste et écrivaine chinoise.
- 5 février : Walter van den Broeck, écrivain et dramaturge belge néerlandophone.
- 14 février : Lucette Desvignes, universitaire, écrivaine et dramaturge française.
- 23 février : Mohamed Ibrahim Bouallou, écrivain et dramaturge marocain.
- 24 février :
  - Brian Stableford, écrivain britannique de science-fiction.
  - Lyn Hejinian, poétesse, essayiste, traductrice et éditrice américaine
- 1er mars : Jacqueline Duhême, écrivaine et illustratrice française (° 15 novembre 1927).
- 11 mars : Madeleine Chapsal, journaliste et écrivaine française.
- 15 mars : André Paradis, écrivain français guyanais.
- 21 mars : Frédéric Mitterrand, homme politique, animateur de télévision et écrivain français.
- 22 mars : Laurent de Brunhoff, auteur de bande dessinée, co-créateur de Babar.
- 2 avril : 
  - John Barth, écrivain américain.
  - Maryse Condé, écrivaine et professeure de littérature guadeloupéenne (° 11 février 1934).
- 4 avril : 
  - Lynne Reid Banks, écrivaine britannique de littérature adulte et jeunesse (° 31 juillet 1929).
  - Vytautė Žilinskaitė, écrivain lituanienne (° 13 décembre 1930).
- 5 avril : Akira Toriyama, mangaka japonais.
- 27 avril : C.J. Sansom, écrivain britannique de romans policiers.
- 30 avril : Paul Auster, écrivain américain.
- 4 mai :
  - Jūrō Kara, dramaturge japonais.
  - Léo Scheer, sociologue, producteur de télévision, éditeur et écrivain français.
- 6 mai : Bernard Pivot, journaliste, animateur d'émissions culturelles et écrivain français.
- 9 mai : Henri Coupon, avocat et écrivain français de roman policiers et historiques.
- 13 mai : Alice Munro, écrivaine canadienne.
- 18 mai : Claude Pujade-Renaud, écrivaine et poétesse française.
- 22 mai : Shin Kyeong-nim, écrivain coréen.
- 23 mai : Caleb Carr, essayiste et écrivain américain de romans policiers.
- 29 mai : John Burnside, écrivain britannique.
- 2 juin : Edgardo Cozarinsky, écrivain, scénariste et réalisateur argentin.
- 6 juin : Éric Hazan, écrivain et éditeur français.
- 12 juin : Denise Flouzat-Osmont d'Amilly, économiste et essayiste française
- 13 juin : Joan Brady, danseuse et écrivaine américaine.
- 16 juin : Étienne Willem, auteur de bande dessinée belge
- 1er juillet : Ismaïl Kadaré, écrivain albanais.
- 6 juillet : Bernard du Boucheron, écrivain français
- 16 juillet : Benoît Duteurtre, écrivain français.
- 26 juillet : Charles Juliet, poète, essayiste et romancier français.
- 30 septembre : Jacques Réda, poète français.
- 5 décembre : Jacques Roubaud, poète et essayiste français.
- 17 décembre : Michel del Castillo, écrivain français.